# Lagomarsino
La società Lagomarsino è stata un'azienda italiana operante nel settore delle macchine da calcolo. Ha prodotto nello stabilimento di Milano in viale Umbria (stabilimento F.A.I., Fabbrica Addizionatrice Italiana), macchine addizionatrici, calcolatrici e contabili e successivamente stilografiche, matite, articoli da cancelleria e da ufficio. Fondatore fu Enrico Lagomarsino ed alla sua morte nel 1918 subentrò il figlio Luigi .

## Storia
L'azienda, fondata nel 1896, è stata a lungo solamente un distributore di macchine provenienti dalla Germania e da altri paesi europei. Furono per esempio rivendute macchine Facit, AB Addo o Brunsviga; in alcuni casi la macchina aveva il doppio marchio, come per esempio nella sottostante immagine della 'Facit ESA-0' riportante contemporaneamente i marchi Facit e Lagomarsino. Solo a partire dal 1937 Lagomarsino inizio a produrre in proprio le calcolatrici meccaniche
Due delle serie più famose di macchine Lagomarsino sono la Totalia e la Numeria, introdotte a cavallo delle due guerre.
La Totalia in origine era la macchina della azienda svedese Addo chiamata Addo X (prodotta a Malmö) del 1936 prodotta poi su licenza direttamente in Italia dalla Lagomarsino: era un’addizionatrice meccanica fornita di tastiera e stampante. La Numeria fu inizialmente prodotta verso il 1940 e commercializzata prima da SICMU (Società Italiana Commercio Macchine Ufficio) e poi da Lagomarsino. La Numeria benché abbia un design simile a quello della statunitense Monroe, è dotata di una meccanica originale. Successivamente le due macchine sono state ampiamente modificate, migliorate ed arricchite anche stilisticamente, direttamente dalla Lagomarsino.
L'azienda continuò la sua attività fino agli anni 70/80. Negli anni ottanta il Comune di Milano prescriveva di confermare le attività produttive nelle aree già produttive ma abbandonate. Un sindacato di artigiani (CNA) raccolse le manifestazioni d'interesse dei suoi associati e incaricò del progetto Giorgio Fiorese, professore del Politecnico di Milano. La lunga fase realizzativa (con numerose assemblee) fu gestita da Alberto Bonardi, funzionario CNA, fino alla conclusione dei lavori di riadattamento nel 1982 e all'insediamento di ventisette aziende, in gran maggioranza artigiane.

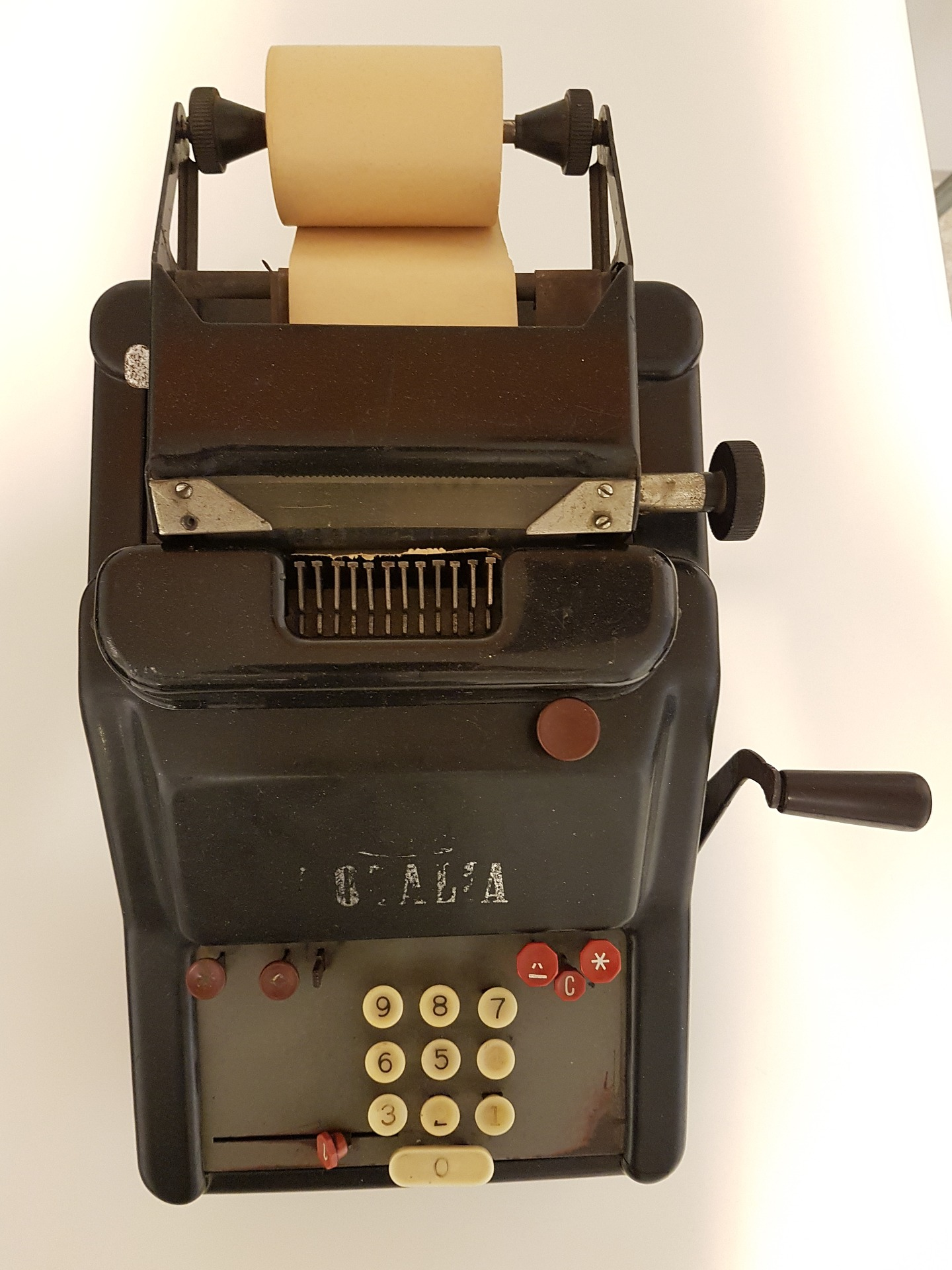
Una delle prime calcolatrici Totalia, presumibilmente degli anni 40. Si noti che è ancora praticamente identica alla capostipite Addo X
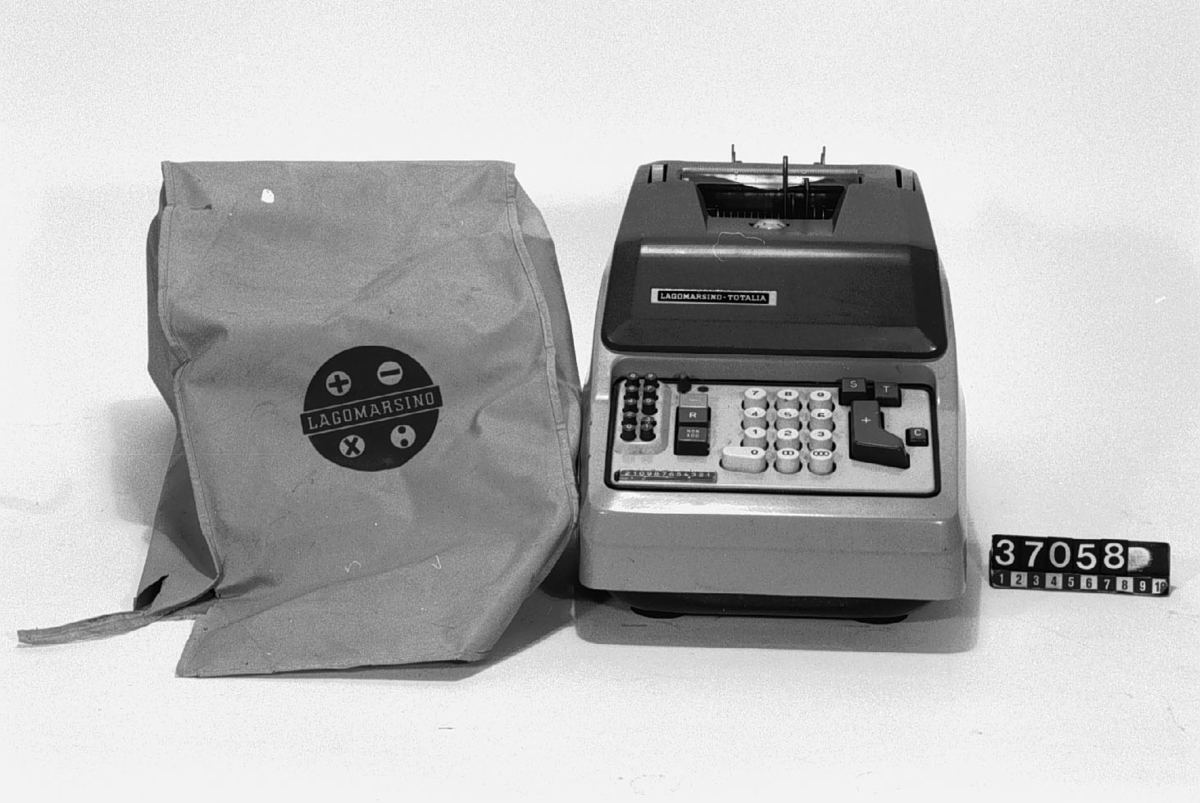
Lagomarsino Totalia modello 8641, circa del 1959
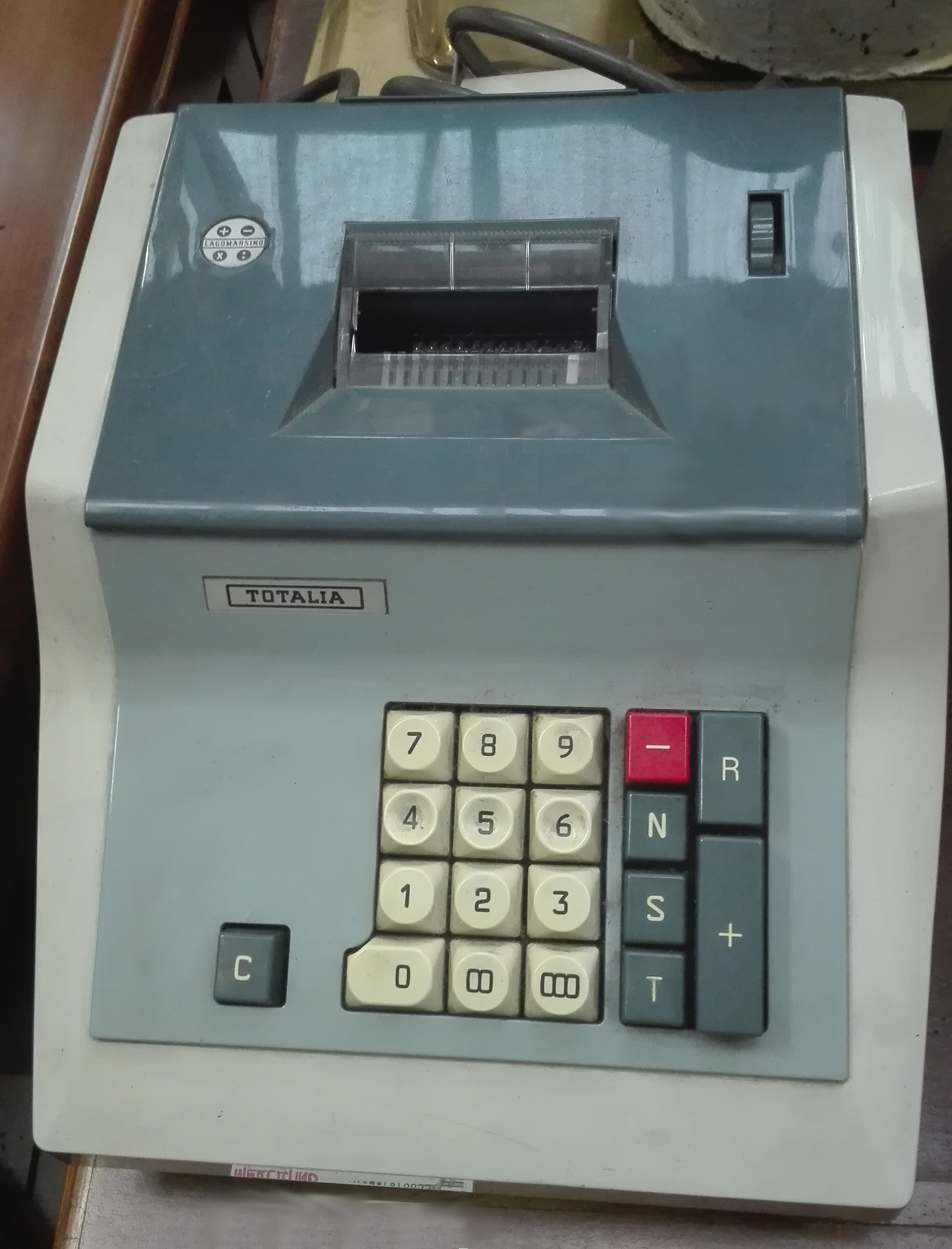
Calcolatrice Totalia modello P2-11, circa del 1960
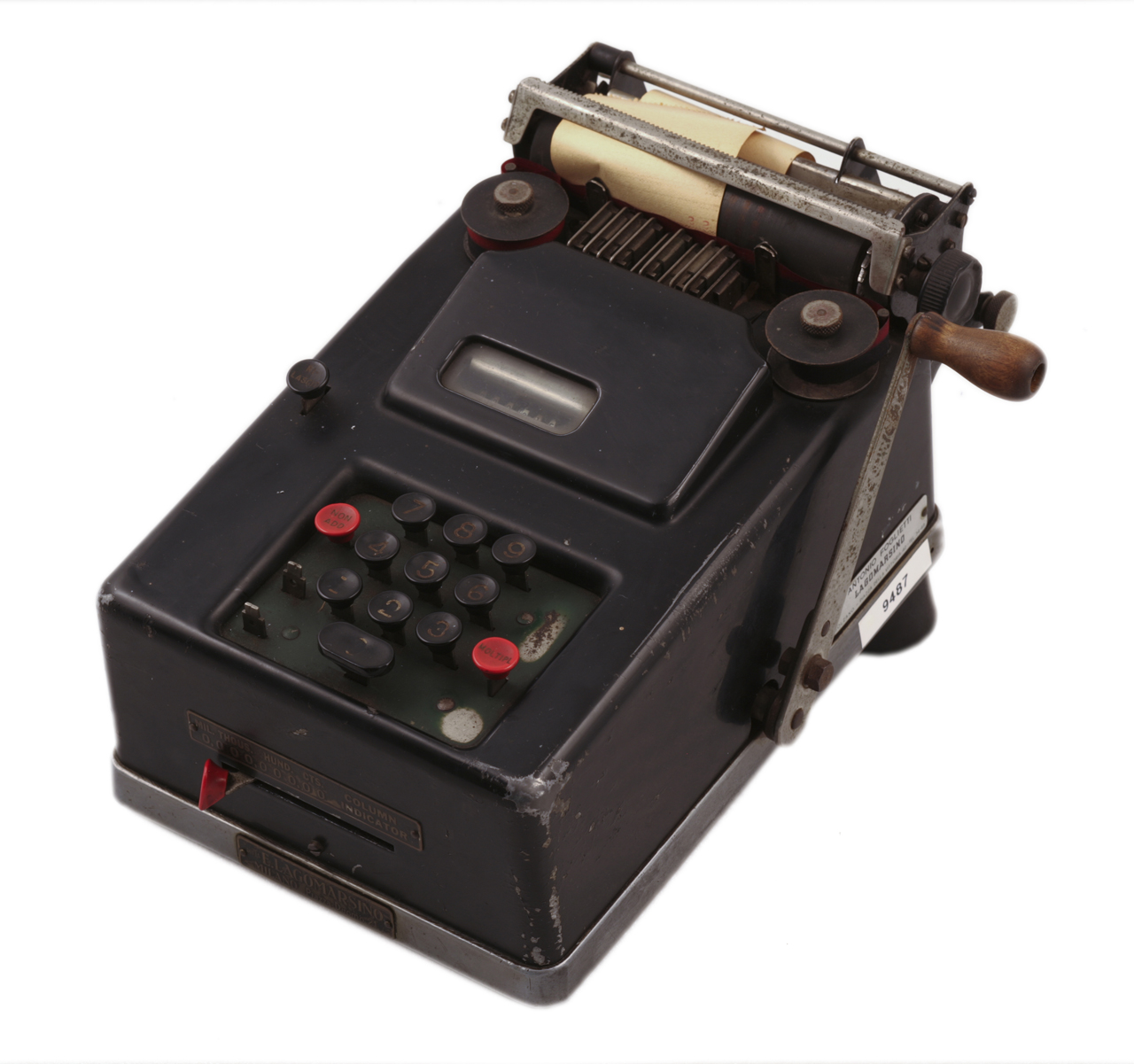
Addizionatrice meccanica circa 1920. Prodotta da Monarch (Listing - adding machine) data in licenza a Lagomarsino
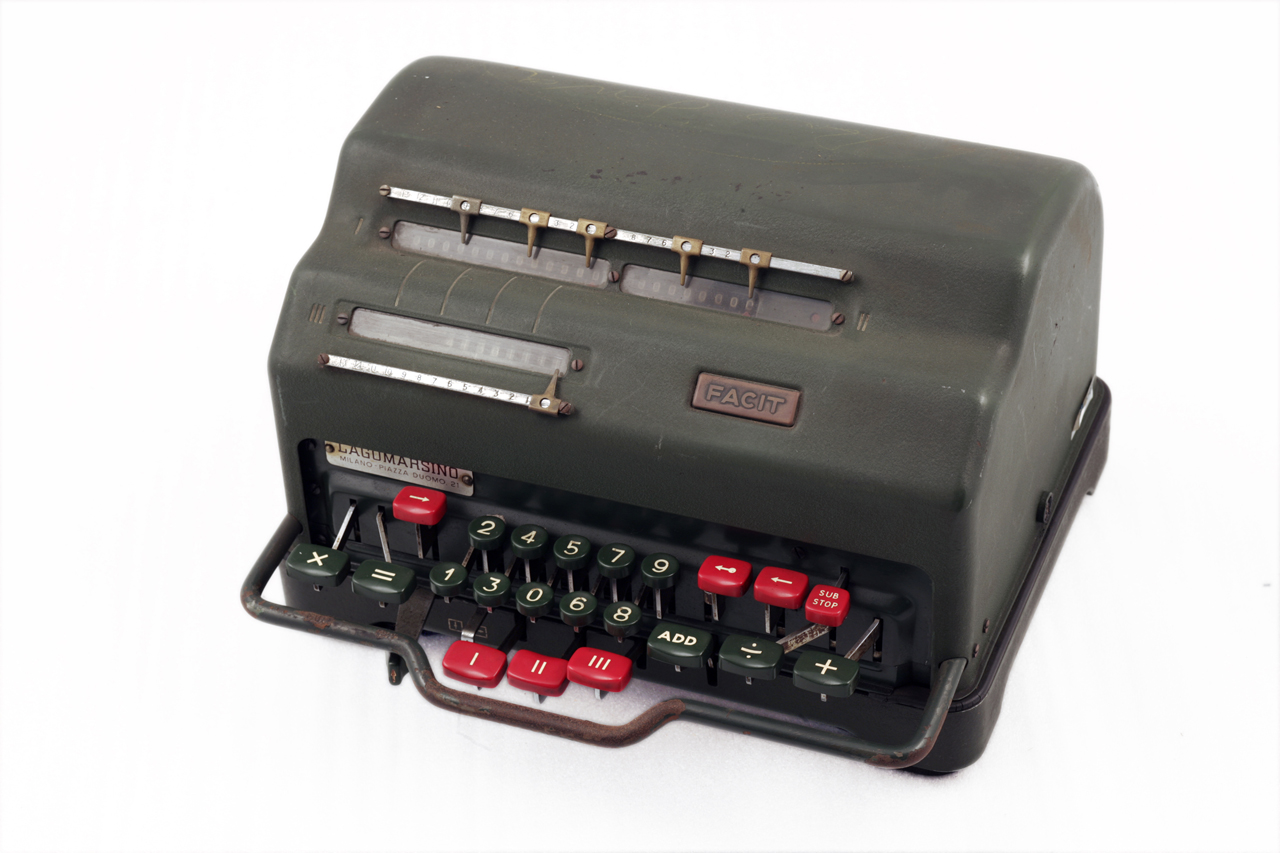
Calcolatrice elettromeccanica Facit ESA-0 del 1954, in licenza a Lagomarsino. Si noti la doppia marchiatura Facit/Lagomarsino.
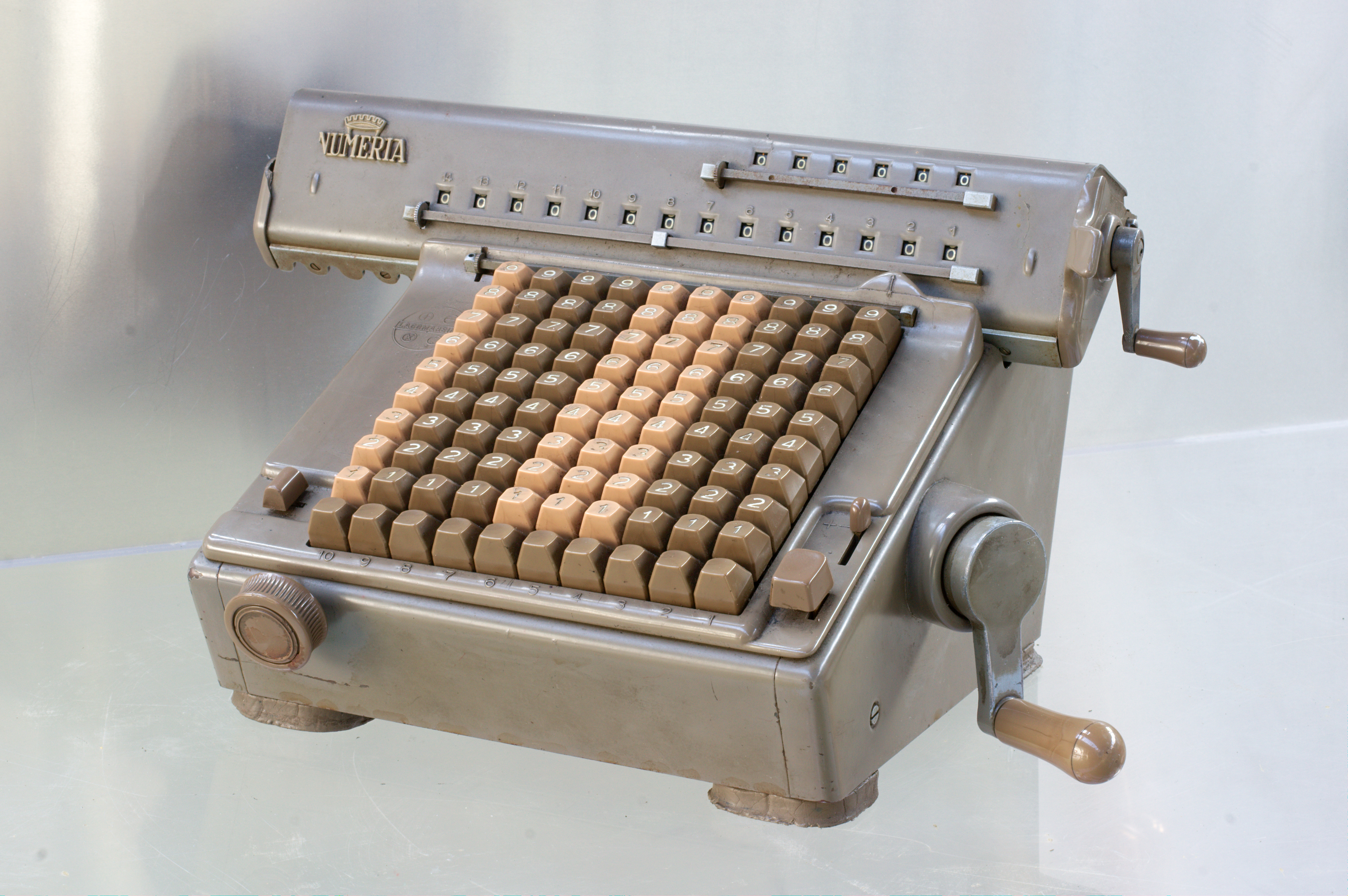
Calcolatrice Numeria. Esegue le 4 operazioni base